# Штеттин (административный округ)
Административный округ Штеттин, также Штеттинский округ (нем. Regierungsbezirk Stettin) — административно-территориальная единица второго уровня в Пруссии, существовавшая в 1808—1945 годы. Являлся одним из округов провинции Померания. Административный центр — город Штеттин (ныне польский город Щецин). С 1950 года бо́льшая часть территории бывшего округа принадлежит Польше, а западная его часть (в основном, это земли упразднённого округа Штральзунд переданные в 1932 году в состав округа Штеттин) расположена в федеральной земле Мекленбург-Передняя Померания.

## Положение
Округ Штеттин на севере омывался Балтийским морем, на востоке — граничил с также принадлежащими провинции Померания округом Кёслин, на юге — с округами Франкфург и Потсдам провинции Бранденбург, на западе — с суверенными государствами Мекленбург-Шверин и Мекленбург-Штрелиц (в 1934 году объединены в Мекленбург) и также принадлежащим к провинции Померания округом Штральзунд. Кроме того, до 1 апреля 1937 года округ имел один эксклав в Мекленбург-Шверине — Цеттемин, который лишь при административный реформах, проводимых в Третьем рейхе, был присоединён к Мекленбургу. Также к округу Штеттин относились расположенные в Балтийском море острова: Узедом, Волин и др.

## История

Административное устройство провинции Померания, 1913 год:
Адм. округ Штеттин
Адм. округ Штральзунд
Адм. округ Кёслин

Штеттинский округ был первоначально образован в 1808 году и утверждён повторно на основании указа от 30 апреля 1815 года в ходе административной реформы, проведённой в Пруссии после Венского конгресса с целью улучшения провинциального управления. В 1820 году на территории округа имелось двенадцать сельских районов: Анклам, Каммин, Деммин, Грайфенберг, Грайфенхаген, Наугард, Пюриц, Рандов, Регенвальде, Затциг, Иккермюнде и Узедом-Волин и один городской район Штеттин. В 1826 году городской округ Штеттин был упразднён и присоединён к району Рандов, однако в 1857 году снова выделен. В 1901 году из района Затциг был выделен городской район Штаргард.
Указом от 1 октября 1932 года был упразднён соседний округ Штральзунд, а его территория была присоединена к округу Штеттин, пополнив его четырьмя сельскими и двумя городскими районами. В результате ликвидации провинции Позен-Западная Пруссия и создания одноимённого округа в составе провинции Померания в 1938 году районы Грайфенберг и Регенвальде были переданы из округа Штеттин во вновь образованный округ в Померании. В 1939 году был ликвидирован район Рандов, а его территория была поделена между соседними районами.
После 1945 года территория бывшего округа Штеттин, расположенная в Задней Померании, целиком перешла под контроль Польши в виде Щецинского воеводства, которое затем было упразднено в ходе последующих административных реформ в Польше и сегодня примерно соответствует Западно-Поморскому воеводству. Территория округа Штеттин, расположенная в Передней Померании (в основном, это бывший округ Штральзунд) расположена сегодня в Германии в федеральной земле Мекленбург-Передняя Померания.

## Административное деление

Округа и районы провинции Померания в 1939 году

Районы округа Штеттин с указанием их районных центров:
- Городские районы
  - городской район Штеттин (выделен в 1818, упразднён в 1826, восстановлен в 1857)
  - городской район Штаргард (выделен в 1901)
  - городской район Штральзунд (передан из упразднённого округа Штральзунд в 1932)
  - городской район Грайфсвальд (передан из упразднённого округа Штральзунд в 1932)
- Сельские районы
  - район Анклам, адм. центр — Анклам
  - район Каммин, адм. центр — Каммин
  - район Деммин, адм. центр — Деммин
  - район Грайфенхаген, адм. центр — Грайфенхаген
  - район Наугард, адм. центр — Наугард
  - район Пюриц, адм. центр — Пюриц
  - район Рандов (упразднён и разделён в 1939), адм. центр — Штеттин
  - район Затциг, адм. центр — Штаргард
  - район Иккермюнде, адм. центр — Иккермюнде
  - район Узедом-Волин, адм. центр — Свинемюнде
  - район Грайфенберг (передан в округ Кёслин в 1932), адм. центр — Грайфенберг
  - район Регенвальде (передан в округ Кёслин в 1932), адм. центр — Регенвальде
  - район Грайфсвальд (передан из упразднённого округа Штральзунд в 1932), адм. центр — Грайфсвальд
  - район Францбург-Барт (передан из упразднённого округа Штральзунд в 1932), адм. центр — Барт
  - район Гриммен (передан из упразднённого округа Штральзунд в 1932), адм. центр — Гриммен
  - район Рюген (передан из упразднённого округа Штральзунд в 1932), адм. центр. — Берген

## Территория и население
Население округа Штеттин в 1820 году составляло 352 497 человек. В 1850 году в нём проживало уже 571 406 жителей.
Территория и население округа в 1900 и в 1925 годах, а также по состоянию на 17 мая 1939 года в границах на 1 января 1941 года:
| Год  | Площадь, км² | Население, чел. | Количество районов | Количество районов |
| Год  | Площадь, км² | Население, чел. | сельских           | городских          |
| ---- | ------------ | --------------- | ------------------ | ------------------ |
| 1900 | 12.078,93    | 830.709         | 12                 | 1                  |
| 1925 | 12.086,00    | 951.176         | 12                 | 2                  |
| 1939 | 14.178,91    | 1.237.782       | 13                 | 4                  |